# 밀물현대무용단
밀물현대무용단은 현대무용의 창작활동과 문예 진흥활동을 통하여 대한민국 문화발전 및 무용의 저변확대에 이바지할 목적으로 2001년 7월 20일 설립된 대한민국 문화체육관광부 소관의 사단법인이다. 사무실은 서울특별시 강남구 포이동 166 (우: 135-260)에 있다.

## 주요 사업
- 현대무용의 창작 및 공연활동
- 신인육성 및 국제교류 활동
- 현대무용을 통한 청소년의 선도에 관한 활동
- 현대무용의 육성에 관한 정책개발 및 시행방안에 관한 활동
- 현대무용 관련 학술 및 출판보급